# Obi Toppin
Obadiah "Obi" Richard Toppin Jr. (Brooklyn, 4 de março de 1998) é um jogador norte-americano de basquete profissional que atualmente joga no Indiana Pacers da National Basketball Association (NBA).
Ele jogou basquete universitário na Universidade de Dayton e foi selecionado pelo New York Knicks como a 8ª escolha geral no draft da NBA de 2020.

## Início da vida e carreira no ensino médio
Toppin nasceu no Brooklyn e originalmente cresceu no bairro de Bushwick antes de se mudar para Melbourne, Flórida. Ele frequentou a Heritage High School em Palm Bay antes de se transferir para a Melbourne Central Catholic High School no ano seguinte. Toppin, sua mãe e seu irmão mais novo se mudaram para Ossining, Nova York e ele se matriculou na Ossining High School em seu terceiro ano.
Em seu último ano, ele teve médias de 20,6 pontos, 8,1 rebotes, 3 assistências e 3 roubos de bola e levou o time ao seu primeiro título da conferência em 10 anos. Não tendo recebido nenhuma oferta da Divisão I da NCAA, Toppin optou por se inscrever no Mt. Zion Preparatory School em Baltimore, Maryland. Ele teve médias de 17 pontos, oito rebotes e quatro assistências e cresceu 10 centímetros. Ele se comprometeu a jogar basquete universitário na Universidade de Dayton e rejeitou ofertas de Rhode Island, Georgetown, Geórgia, Texas A&M, Minnesota e Texas Tech.

## Carreira universitária
Como calouro, Toppin teve médias de 14,4 pontos, sendo o líder da equipe, e 5,6 rebotes e foi nomeado por sete vezes o Novato da Semana da Atlantic 10. No final da temporada, Toppin foi nomeado o Novato do Ano da Atlantic 10 e foi eleito para a Primeira-Equipe da Atlantic 10, o primeiro calouro a fazê-lo desde Lamar Odom em 1999. Após o final da temporada, ele se declarou para o draft da NBA de 2019, mas não contratou um agente. Depois de fazer testes em várias equipes da NBA, Toppin optou por se retirar do draft e voltar para Dayton.

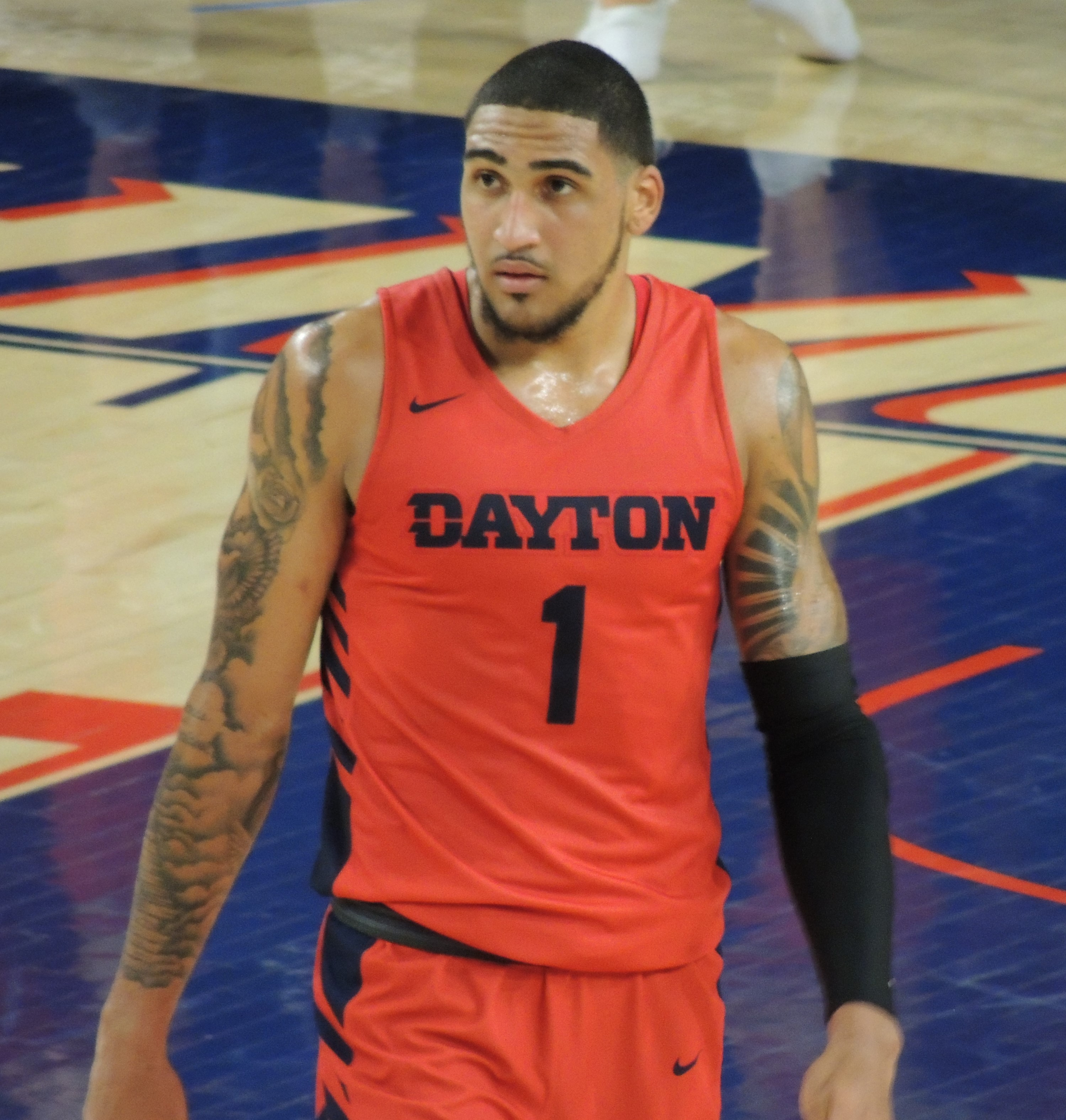
Toppin em 2020

Em sua segunda temporada, Toppin foi nomeado o 44º melhor jogador de basquete universitário na temporada de 2019-20 pela CBS Sports e a 24ª melhor perspectiva para o draft da NBA de 2020 pela ESPN. Na primeira semana da temporada, após registrar 29 pontos e 12 rebotes na vitória de 86-81 sobre Indiana State, ele foi nomeado o Jogador da Semana da Atlantic 10. No final de novembro de 2019, Toppin levou Dayton ao segundo lugar no Maui Invitational Tournament de 2019 com médias de 22,3 pontos, 7,0 rebotes, 2,3 assistências e 1,3 bloqueios em três jogos. Posteriormente, ele repetiu o título de Jogador da Semana da Atlantic 10 e foi reconhecido como Jogador da Semana pela NBC Sports. Em 30 de dezembro, Toppin marcou 31 pontos, o recorde de sua carreira, em uma vitória por 77-59 sobre North Flórida, incluindo um recorde da universidade de 10 enterradas.
Toppin torceu o tornozelo esquerdo durante uma vitória contra o UMass em 11 de janeiro de 2020, mas não perdeu um jogo, marcando 24 pontos no próximo jogo de Dayton contra VCU, apesar de sua lesão. Toppin marcou seu milésimo ponto na carreira em 22 de fevereiro de 2020 durante um desempenho de 28 pontos em uma vitória de 80-70 sobre Duquesne. No final da temporada regular, ele foi nomeado para a Primeira-Equipe da Atlantic 10 e ganhou o prêmio de Jogador do Ano da Atlantic 10 após ter médias de 20 pontos, 7,5 rebotes e 1,2 bloqueios. Toppin ganhou o Prêmio Karl Malone como o melhor Ala-pivô do país e foi eleito o Jogador Nacional do Ano após ser nomeado o Jogador do Ano da Associated Press, Jogador do Ano do NABC, Naismith College Player of the Year e premiado com o Troféu Oscar Robertson e o Prêmio John R. Wooden. Ele também recebeu o prêmio de Jogador Nacional do Ano da CBS Sports, The Athletic, NBC Sports e USA Today.
Após a temporada, Toppin anunciou que abriria mão de suas duas últimas temporadas de elegibilidade universitária para entrar no draft da NBA de 2020. Ele terminou sua carreira universitária com 1.096 pontos marcados e 190 enterradas, um recorde na universidade.

## Carreira profissional

### New York Knicks (2020–2023)
Em 18 de novembro de 2020, Toppin foi selecionado pelo New York Knicks como a oitava escolha geral no draft de 2020. Em 23 de novembro, Toppin assinou um contrato de 4 anos e US$22 milhões com os Knicks.
Em 23 de dezembro de 2020, Toppin fez sua estreia na NBA e registrou nove pontos, três rebotes e dois bloqueios em uma derrota por 121-107 para o Indiana Pacers. Ele perdeu 10 jogos devido a uma lesão sofrida em sua estreia e voltou em 13 de janeiro de 2021 em uma derrota por 116-109 para o Brooklyn Nets. Ele foi convidado a participar do Campeonato de Enterradas de 2021 e terminou em 2º lugar. Toppin foi o vencedor do Campeonato de Enterradas na temporada seguinte.
Em 8 de abril de 2022, Toppin marcou 35 pontos na vitória por 114–92 sobre o Washington Wizards. Em 10 de abril, Toppin registrou 42 pontos, o recorde de sua carreira, na vitória por 105–94 sobre o Toronto Raptors.
Durante os últimos 5 jogos da temporada de 2022-23, Toppin se tornou titular. Em 5 de abril de 2023, ele registrou 32 pontos e 6 assistências em uma vitória sobre o Indiana Pacers. Quatro dias depois, ele registrou 34 pontos, 7 rebotes, 5 assistências e 2 roubos de bola em uma derrota para os Pacers. Durante os playoffs da NBA de 2023, Toppin se tornou titular na segunda rodada, substituindo o lesionado Julius Randle, e registrou então um recorde pessoal nos playoffs de 18 pontos e 8 rebotes em uma derrota no Jogo 1 para o eventual campeão da Conferência Leste, Miami Heat.

### Indiana Pacers (2023–Presente)
Em 7 de julho de 2023, Toppin foi negociado com o Indiana Pacers em troca de duas futuras escolhas de segunda rodada.
Em 25 de outubro, como titular, Toppin registrou 11 pontos, quatro rebotes, uma assistência e um roubo de bola em sua estreia. Em 6 de novembro, ele registrou 19 pontos e dois roubos de bola em uma vitória por 41 pontos sobre o San Antonio Spurs. Em 14 de novembro, Toppin registrou 27 pontos, seis rebotes e um bloqueio em uma vitória na Copa da NBA sobre o Philadelphia 76ers.
Em 26 de janeiro de 2024, Toppin registrou um duplo-duplo com 23 pontos e 11 rebotes, além de uma cesta decisiva que garantiu a vitória por 133-131 sobre o Phoenix Suns. Toppin encerrou a temporada de 2023-24 como o principal reserva de Pascal Siakam. Em 2 de maio, ele marcou um recorde pessoal nos playoffs com 21 pontos em uma vitória por 120-98 que garantiu a série contra o Milwaukee Bucks na primeira rodada.
Em 6 de julho de 2024, Toppin renovou com os Pacers em um contrato de quatro anos e US$ 60 milhões.

## Estatísticas da carreira

### NBA

#### Temporada regular
| Ano      | Equipe   | PJ  | PT | MPJ  | AP   | 3P   | LL   | RT  | AS  | BR | TO | PPJ  |
| -------- | -------- | --- | -- | ---- | ---- | ---- | ---- | --- | --- | -- | -- | ---- |
| 2020–21  | New York | 62  | 0  | 11.0 | .498 | .306 | .731 | 2.2 | .5  | .3 | .2 | 4.1  |
| 2021–22  | New York | 72  | 10 | 17.1 | .531 | .308 | .758 | 3.7 | 1.1 | .3 | .5 | 9.0  |
| 2022–23  | New York | 67  | 5  | 15.7 | .446 | .344 | .809 | 2.8 | 1.0 | .3 | .2 | 7.4  |
| 2023–24  | Indiana  | 82  | 28 | 21.1 | .573 | .403 | .770 | 3.9 | 1.6 | .6 | .5 | 10.3 |
| Carreira | Carreira | 283 | 43 | 16.2 | .512 | .340 | .767 | 3.1 | 1.0 | .3 | .3 | 7.7  |

#### Playoffs
| Ano      | Equipe   | PJ | PT | MPJ  | AP   | 3P   | LL   | RT  | AS  | BR | TO | PPJ  |
| -------- | -------- | -- | -- | ---- | ---- | ---- | ---- | --- | --- | -- | -- | ---- |
| 2021     | New York | 5  | 0  | 13.0 | .522 | .333 | .833 | 2.6 | .4  | .0 | .2 | 6.4  |
| 2023     | New York | 11 | 1  | 15.9 | .429 | .302 | .800 | 3.5 | .6  | .7 | .3 | 7.0  |
| 2024     | Indiana  | 17 | 0  | 20.2 | .541 | .357 | .760 | 4.4 | 1.7 | .4 | .4 | 10.9 |
| Carreira | Carreira | 33 | 1  | 16.3 | .497 | .330 | .797 | 3.5 | .9  | .3 | .3 | 8.1  |

### Universitário
| Ano      | Equipe   | PJ | PT | MPJ  | AP   | 3P   | LL   | RT  | AS  | BR  | TO  | PPJ  |
| -------- | -------- | -- | -- | ---- | ---- | ---- | ---- | --- | --- | --- | --- | ---- |
| 2018–19  | Dayton   | 33 | 15 | 26.5 | .666 | .524 | .713 | 5.6 | 1.8 | .6  | .8  | 14.4 |
| 2019–20  | Dayton   | 31 | 31 | 31.6 | .633 | .390 | .702 | 7.5 | 2.2 | 1.0 | 1.2 | 20.0 |
| Carreira | Carreira | 64 | 46 | 29.0 | .649 | .457 | .707 | 6.5 | 2.0 | .8  | 1.0 | 17.2 |

Fonte:

## Vida pessoal
O pai de Toppin, também chamado Obadiah, era um conhecido jogador de streetball no Brooklyn. Ele jogou basquete colegialmente no Globe Institute of Technology e profissionalmente pelo Brooklyn Kings da United States Basketball League, pelo Harlem Strong Dogs da American Basketball Association e na República Dominicana. Seu pai também era conhecido como "Dunkers Delight" enquanto jogava por um time de streetball chamado Court Kingz. Seu irmão, Jacob, jogou basquete universitário por Kentucky e Rhode Island e assinou pelo New York Knicks em 2023.

Toppin é cristão e tem uma tatuagem em forma de cruz no ombro direito como sinal de sua fé.